# Astragalus kolymensis
Astragalus kolymensis är en ärtväxtart som beskrevs av Boris Alexandrovich Jurtzev. Astragalus kolymensis ingår i släktet vedlar, och familjen ärtväxter. Inga underarter finns listade i Catalogue of Life.